# Sphoeroides angusticeps
Sphoeroides angusticeps és una espècie de peix de la família dels tetraodòntids i de l'ordre dels tetraodontiformes.

## Morfologia
- Els mascles poden assolir 25 cm de longitud total.
- Cos inflable.[4][5]

## Hàbitat
És un peix marí, de clima tropical i associat als esculls de corall que viu entre 5-18 m de fondària.

## Distribució geogràfica
És un endemisme de les illes Galápagos.

## Observacions
És inofensiu per als humans.